# 柳宿二
長蛇座σ，又名BD+03 2026，HD 73471、SAO 116988、HR 3418，是長蛇座的一颗恒星，视星等为4.44，位于銀經222.71，銀緯25.31，其B1900.0坐标为赤經8h 33m 31.8s，赤緯+3° 25.31′ 33″。